# 量子耗散
量子耗散的研究目标是在量子力学的基础上推导出经典耗散定律。量子耗散与量子退相干有紧密联系。它在量子力学的层面上研究了能量的不可逆损耗。
量子力学建立在哈密顿量的基础上，系统总能量守恒，原则上讲，这样的系统不可能描述能量耗散过程。为了克服这个局限性，将系统分作两部分，一部分是能量发生耗散的系统，一部分叫做“浴”，即该系统所处的环境，系统耗散掉的能量将会流入浴中。系统与浴的耦合取决于描述浴的微观细节。为了不可逆的能量流动，浴含有无数个自由度。
1963年，费曼与Vernon的文章里给出了关于浴的最简单的模型，浴被看作是由无数个谐振子组成的集合。量子力学中，谐振子可用于描述自由玻色子。

## Caldeira-Leggett 模型
1981年，Amir Caldeira 和 Anthony J. Leggett 提出了一个简单模型，从量子角度深入解释了耗散过程。该模型描述了一维的系统与浴的耦合。其哈密顿量为
{\displaystyle H={\frac {P^{2}}{2M}}+V(X)+\sum _{i}\left({\frac {p_{i}^{2}}{2m_{i}}}+{\frac {1}{2}}m_{i}\omega _{i}^{2}q_{i}^{2}\right)+X\sum _{i}{C_{i}q_{i}}+X^{2}\sum _{i}{\frac {C_{i}^{2}}{2m_{i}\omega _{i}^{2}}}},
前两项是系统的哈密顿量，第三项是浴的哈密顿量，代表了无数个谐振子之和。第四项描述了系统与浴的相互作用，在Caldeira-Leggett模型中，耦合与系统位置有关，而第五项则用于保证耗散最终在空间中是各向同性的。因为浴与系统的耦合依赖于系统坐标，如果不包含第五项，模型不能满足平移不变性，这将导致系统与浴的相互作用与系统所处位置有关。
为了更方便的对浴建模，通常使用浴的谱密度函数
{\displaystyle J(\omega )={\frac {\pi }{2}}\sum _{i}{\frac {C_{i}^{2}}{m_{i}\omega _{i}}}\delta (\omega -\omega _{i})}
当趋近于经典极限时，即 {\displaystyle \hbar \rightarrow 0} 时，通过路径积分计算，对所有浴的自由度积分可获得系统在浴的平均作用下的有效动力学，可得到如下运动方程
{\displaystyle M{\frac {d^{2}}{dt^{2}}}X(t)=-{\frac {\partial V(X)}{\partial X}}-\int _{0}^{T}dt'\alpha (t-t')(X(t)-X(t'))}
其中，
{\displaystyle \alpha (t-t')={\frac {1}{2\pi }}\int _{0}^{\infty }J(\omega )e^{-\omega |t-t'|}d\omega }
描述了耗散过程存在下影响粒子运动的有效力。对于马可夫浴，即浴与系统相互作用只与当前状态有关，以及欧姆耗散，上述方程简化为经典粒子在摩擦力作用下的运动方程
{\displaystyle M{\frac {d^{2}}{dt^{2}}}X(t)=-{\frac {\partial V(X)}{\partial X}}-\eta {\frac {dX(t)}{dt}}}
因此，人们可以通过 Caldeira-Leggett 模型从量子角度解释经典耗散过程。